# Arthur Moulton
Arthur Wheelock Moulton (1873-1962) est un évêque épiscopalien, naît à Worcester, Massachusetts. Il est diplômé de Hobart College, où il faisait partie de la fraternité Sigma Chi, puis a ensuite assisté au Séminaire Théologique Episcopal Général, et de l'Ecole Théologique Episcopal. Il est devenu prêtre dans l'Église épiscopalienne en 1901. De 1900 à 1918, il est curé et recteur de l'église Grace à Lawrence (Massachusetts). Pendant la Première Guerre mondiale, il a servi comme aumônier dans l'artillerie de campagne et à un hôpital de la base en France. En 1920, il a été nommé évêque de l'Utah, où il a servi jusqu'à sa retraite en 1946. Il a écrit "Memoir of Augustine H. Amory" (1909) et "It comes to Pass" (1916). Il est mort à Salt Lake City en 1962.

## Travailler pour la paix mondiale
À la retraite à partir de 1946, Moulton milite pour la paix mondiale. Il a prêté son nom à des groupes communistes, mais en 1951, il a refusé les 25000 dollars du Prix Lénine pour la paix en déclarant que « La seule récompense que je veux travailler pour la paix est la paix ».

## Source
- (en) Cet article est partiellement ou en totalité issu de l’article de Wikipédia en anglais intitulé « Arthur Moulton » (voir la liste des auteurs).